# 安平廣濟宮
23°0′4.19″N 120°9′47.49″E / 23.0011639°N 120.1631917°E

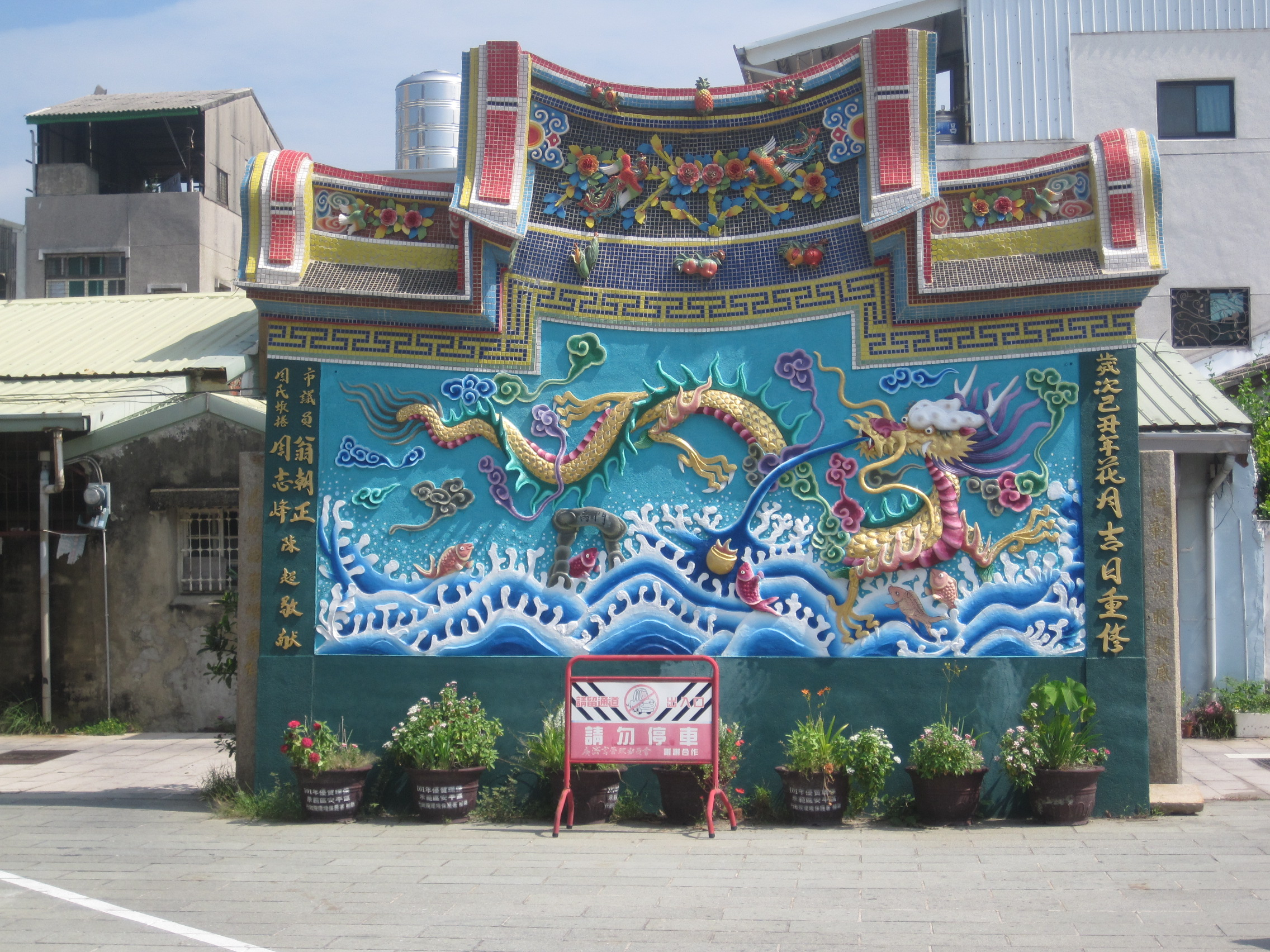
照牆

安平廣濟宮位於臺灣臺南市安平區，是海頭社角頭廟（境主廟），主祀保生大帝。該廟宇與府城的下大道良皇宮關係密切，據說過去良皇宮位在北線（汕）尾，與廣濟宮南北對望，漁船入港時，良皇宮在虎邊，廣濟宮在龍邊，兩宮因而被稱為「龍虎宮」。

## 沿革
根據廟方沿革記載該廟建於乾隆八年（1743年），但根據《鳳山縣志》（1720年）之記載，康熙年間在安平鎮有三座「慈濟宮」，有人認為其中之一即是廣濟宮:115、306。一說該廟原祀清府千歲，是當地某居民之祖神，後來才改祀保生大帝為主神。傳說當地漁民有一次出海遇到風浪，結果遇到大風浪，幸虧保生大帝顯靈化成一盞明燈指引才平安脫險，之後居民乃自白礁慈濟宮分靈供奉保生大帝。
而在日治時期，該廟於昭和六年（1931年）在陳火炭、陳樹等信眾發起下進行重修。二次大戰後，於民國五十九年（1970年）再次重建六十年（1971年）重建，四年後（1975年）完工。之後在民國七十九年（1990年），又重修一次。民國九十七年（2008年）再次重修，於次年（2009）完工。

## 祀神

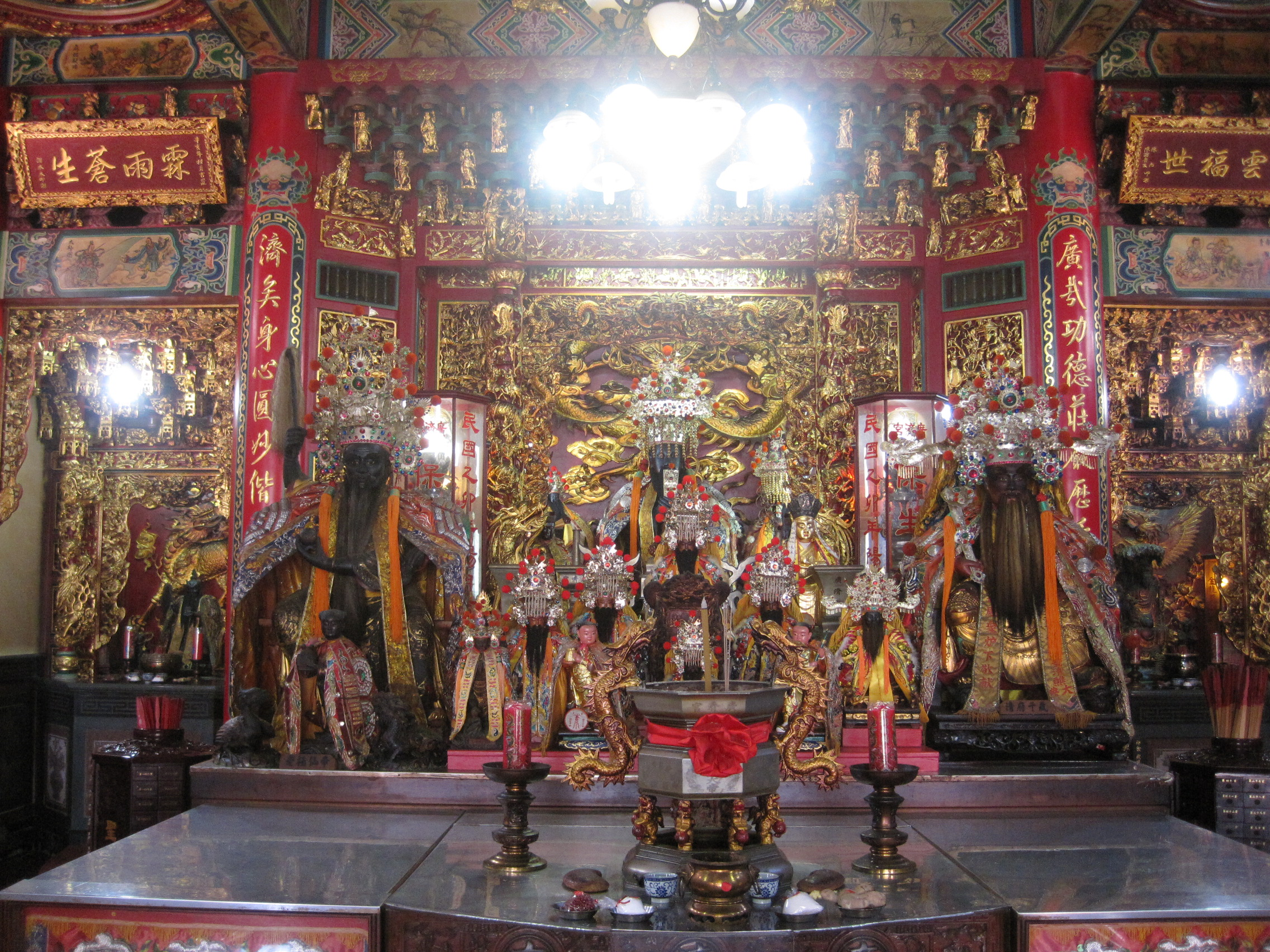
正殿

廣濟宮除供奉保生大帝，尚供奉有玉皇大帝、觀音佛祖、張府天師、清府千歲、老極仙帝。